# Strategia inwestycyjna
Strategia inwestycyjna − strategia inwestowania na rynku finansowym.

## Opis
Do podstawowych strategii inwestycyjnych zaliczamy:
- strategię zakupu po przeciętnej cenie,
- strategię stałej struktury kapitału inwestycyjnego,
- strategię cenowo-wskaźnikową.

Strategia kupna akcji po przeciętnej cenie zakłada stałe inwestowanie określonej sumy pieniędzy w określony pakiet tych samych akcji co pewien stały okres, np. co pół roku przez kilka lat. Regularne inwestowanie zapewnia zakup większej liczby akcji wtedy, kiedy są one tanie i odwrotnie mniejszej liczby w czasach, kiedy są drogie. Dzięki tej strategii inwestor nigdy nie zainwestuje całego kapitału w najmniej odpowiednim momencie.
Strategia stałej struktury kapitału inwestycyjnego zakłada, że inwestor powinien podzielić swoje pieniądze między obligacje i akcje, przy czym inwestor nigdy nie powinien posiadać mniej niż 25%, a więcej niż 75% w akcjach, i więcej niż 75%, a mniej niż 25% w obligacjach. Najlepiej, aby dokonywał podziału po równo, połowa pieniędzy w obligacje i połowa w akcje, a powodem do zmiany tej proporcji powinna być dopiero zmiana poziomu cen na rynku giełdowym. Wraz z przedłużającą się bessą inwestor powinien powoli zwiększać udział akcji w portfelu i odwrotnie gdy poziomy cen stają się niebezpiecznie wysokie, zalecane jest aby zmniejszał udział akcji do poziomu poniżej 50% portfela.
Strategia cenowo-wskaźnikowa opiera się na zasadzie przyjęcia, że podstawą podejmowania decyzji inwestycyjnej będzie określony poziom cen lub wskaźników, wynikających z analizy danego rynku, przykładowo wskaźnik C/Z lub wskaźnik C/WK. Inwestorzy mogą sobie założyć, że decydują się na kupno pakietu akcji, kiedy powiedzmy wskaźnik C/Z spadnie poniżej 10, co w praktyce oznacza, że akcje na giełdzie są stosunkowo tanie. Decyzją o wyjściu z wyżej wymienionej inwestycji byłoby np. przekroczenie wskaźnika C/Z powyżej 20, który w tym momencie odpowiada dobrze wycenianej akcji.